# 梁適華
梁適華，SBS，JP（1930年—2019年8月2日），香港商人，現任香港乒乓總會副會長、香港單車聯會主席、香港珠石玉器金銀首飾業商會理事長。1979年，由朴仕能策騎，蘇芬諾夫訓練的「大成功」奪得第一次在沙田馬場舉行的香港打吡大賽冠軍，梁適華以馬主身份分享這一榮譽。此外，梁適華還曾任香港貿易發展局珠寶業諮詢委員會主席、推選委員會委員、選舉委員會委員。
梁適華長期熱心推動香港的體育運動，表現卓越，尤其致力推動單車和乒乓球運動的發展，貢獻良多。在他的領導下，香港單車和乒乓球運動員包括沈金康、黃金寶、帖雅娜、林菱、李靜、高禮澤、張鈺、梁柱恩等人近年於國際賽事中屢創佳績。

## 榮譽
- 非官守太平紳士（1989年1月16日）
- 銀紫荊星章（2008年）